# Lovely Rita (Film)
Lovely Rita ist ein deutsch-österreichisches Filmdrama aus dem Jahr 2001. Es handelt vom Alltag der apathischen Jugendlichen Rita, die aufgrund ihrer Persönlichkeit ein angespanntes Verhältnis zu ihren Eltern und Mitschülern hat. Im Laufe des Films versucht sie, Beziehungen sowohl mit einem Nachbarsjungen als auch einem deutlich älteren Busfahrer anzufangen.
Die Produktion ist der Debütfilm der Regisseurin Jessica Hausner, die zudem das Drehbuch verfasste. Ihr Skript basierte teilweise auf einem realen Kriminalfall, dessen jugendliche Täterin aus dem gutbürgerlichen Milieu stammte. Die Rollen wurden vollständig mit Laiendarstellern besetzt, während die Filmcrew bei der Arbeit verschiedene technische Methoden nutzte, um die Handlung sowohl realistisch als auch stilisiert zu gestalten. Dazu gehörten unter anderem die Verwendung von Digital Video und einer Mehrkamera.
Lovely Rita feierte seine Premiere auf den Internationalen Filmfestspielen von Cannes 2001. Im November desselben Jahres wurde er in den österreichischen Kinos veröffentlicht, in Deutschland war er ab April 2002 im Kino zu sehen. In beiden Ländern wird er zudem sporadisch im Fernsehen ausgestrahlt.

## Handlung
Die Jugendliche Rita lebt mit ihren Eltern Norbert und Inge in einer Stadt in Österreich. Ihr Vater hat im Keller einen improvisierten Schießstand. Er ärgert sich oft offen über die teilnahmslose Mimik seiner Tochter. An ihrem katholischen Gymnasium ist Rita eine Außenseiterin und wird von Mitschülerinnen verspottet. Auch bei den Proben zum Schultheaterstück Ein Inspektor kommt agiert sie lustlos und unkooperativ. Das Babysitting ihrer kleinen Nichte lässt sie sich mit 500 Schilling bezahlen. Eines Tages geht Rita mit ihrem gleichaltrigen Nachbarn Andi und dessen jüngerem Bruder Fexi, der unter Asthma leidet, in einem Wald spazieren. Sie teilt ihre Zigaretten mit den beiden Jungen, anschließend bewerfen sie und Fexi sich mit Schneebällen. Später wird Rita wie so oft von Norbert dafür kritisiert, den Klodeckel nicht heruntergeklappt zu haben. Am nächsten Tag entfernt sich Rita von einem Schulausflug, indem sie heimlich in der Straßenbahn bleibt. Sie geht in eine McDonald’s-Filiale, fährt danach mit dem Bus nach Hause und versucht, die Aufmerksamkeit des Fahrers auf sich zu lenken. Als Norbert telefonisch von ihrem Schwänzen erfährt, sperrt er Rita in ihrem Zimmer ein.
Am nächsten Tag fühlt sich Rita in der Schule unwohl. Da ihre Eltern sie angeblich nicht abholen können, wird ihr erlaubt, allein nach Hause zu gehen. In Wahrheit ist sie gar nicht krank, sondern steigt in denselben Bus wie zuvor und flirtet mit dem Fahrer. Als sie zu Hause ankommt, erhält sie von ihren Eltern erneut Hausarrest. Später bekommt sie Besuch von Fexi, der mit ihr herumalbert. Bald danach gehen Rita und Fexi wieder in den Wald. Während Norbert seine Ehefrau und Fexis Eltern auf die Jagd mitnimmt, raufen Rita und Fexi im Schnee miteinander. Später legt sie sich zu ihm ins Bett und wird erwischt, als sie gerade mit ihm schlafen will. Fexis Eltern verbieten daraufhin den beiden den Umgang miteinander.
Am Abend der Aufführung des Theaterstücks sperrt Rita ihre Mitschülerin Alex in der Theatergarderobe ein und übernimmt ihre Hauptrolle. Am nächsten Tag sieht Rita, wie Fexi von einem Krankenwagen ins Krankenhaus gebracht wird, und beobachtet heimlich einige Mitschülerinnen, darunter Alex, die in einem Gebet Gott indirekt bitten, Rita zu vergeben und sie zu heilen. Später lädt der Busfahrer sie ein, mit ihm zu kommen. Sie unterhalten sich und gehen in eine Diskothek, wo Rita mit ihm auf der Toilette Sex hat. Er nennt sie deswegen Lovely Rita und bringt sie nach Hause. In der Schule geht Rita tags darauf zur Beichte und spricht im Klassenzimmer leise das Vaterunser. Sie lässt sich mit einer weiteren Lüge vom Unterricht befreien und begibt sich zur Bushaltestelle, allerdings hat der Fahrer keinen Dienst.
Am Tag darauf besucht Rita Fexi in der Klinik und liest ihm aus einem Poe-Buch vor, bis seine Mutter dazukommt und sie fortjagt. Zuhause packt Rita Kleidung in eine Sporttasche und nimmt sich Geld aus der Brieftasche ihrer Mutter. Nachdem sie Zugfahrkarten gekauft hat, kehrt sie zurück ins Krankenhaus und nimmt Fexi mit. Im Zug kommen sie einem Schaffner verdächtig vor, der nahestehende Bahnhofspolizisten auf die beiden aufmerksam macht. Bei der anschließenden Flucht werden die beiden nach einem Sturz Fexis von den Polizisten eingeholt. Er wird zurück ins Krankenhaus gebracht, Rita auf eine Polizeiwache. Zuhause regen sich ihre Eltern mehr über den wieder nicht heruntergeklappten Toilettendeckel als über den Ausreißversuch auf.
Einige Zeit später feiert Norbert Geburtstag. Er freut sich über Ritas Geschenk (ein Buch über Segelsport) und singt gemeinsam mit ihr und Inge zur Klavierbegleitung When the Saints Go Marching In. Etwas später bittet Ritas Mutter sie, ihren Vater aus dem Keller zu holen, da die Fernsehnachrichten kommen. Am Schießstand dreht sich Norbert mit dem Rücken zu Rita, um seine Zielscheibe zu begutachten. Als sie seinen Revolver sieht, nimmt Rita ihn und erschießt damit ihren Vater. Nachdem sie auch Inge getötet hat, fährt sie mit dem Zug weg. Sie isst in einem Restaurant zu Abend und übernachtet in einer Pension. Am nächsten Tag besucht Rita Alex, die ihr erklärt, ihr wegen des Vorfalls vor dem Stück vergeben zu haben. Schließlich geht Rita abends nach Hause, macht sich ein belegtes Brot und sieht im Wohnzimmer auf dem Sofa sitzend fern. In der letzten Einstellung dreht sie sich um und blickt direkt in die Kamera.

## Produktion

### Entstehung
Die österreichische Regisseurin Jessica Hausner drehte mit Lovely Rita ihren ersten Spielfilm. Als Inspiration für das Drehbuch sah sie Akten des Wiener Jugendgerichtshofs ein. Sie stieß so auf den Fall einer Teenagerin aus scheinbar normalen Lebensverhältnissen, die ihre Eltern erschoss. Hausner fand anhand der Verhörprotokolle sowie psychologischer Gutachten heraus, dass es einige familiäre Probleme gab. Der Vater sei autoritär, die Mutter relativ passiv gewesen. Die Täterin selbst schwänzte häufig die Schule, verhielt sich gegenüber anderen unkooperativ und verletzte nach einem Streit ihre Eltern mit der Waffe des Vaters, die in der Küche herumlag, tödlich. Hausner beschloss, diesen Mord als Ausgangslage für ihren Film zu verwenden. Der Titel Lovely Rita ist sowohl eine Anspielung auf das gleichnamige Lied der The Beatles als auch eine ironische Bemerkung über die eher unangenehme Persönlichkeit der Protagonistin.
Der Filmemacherin ging es nach eigenen Angaben darum, beim Publikum eine Mischung verschiedener Emotionen hervorzurufen. Deswegen habe die Hauptfigur zwar ein nachvollziehbares Motiv für ihre Tat, die aber in keinem Verhältnis zu ihrem persönlichen Leidensdruck stehe und sich aus einer beliebigen Gelegenheit heraus ergebe. Auch die Kombination von altmodischen und neuen Möbeln in den Wohnungen der Figuren stünde sowohl für die zunächst für Dritte vermeintlich klaren Motive solcher Mordfälle als auch für die unklar bleibenden Umstände, die Außenstehende verunsicherten und aufgrund derer sich derartige Taten letztlich nicht vollständig erklären ließen. Den religiösen Aspekt baute die Regisseurin mit ein, weil er zur Hauptfigur passe, die sich nach Nähe und Wärme sehne, die sie nicht bekomme. Daneben spiele Katholizismus in Österreich eine wichtige Rolle, wodurch der Film realistischer wirke. Die Handlung ist laut Hausner im Kleinbürgertum angesiedelt, da zum einen viele Personen dieser Gesellschaftsschicht angehören und zum anderen im österreichischen Kino selten den Leuten „aufs Maul geschaut“ werde.

### Dreharbeiten
Produktionsfirmen für Lovely Rita waren die deutsche Essential Film sowie die österreichischen Filmgesellschaften Prisma Film und die unter anderem von Hausner mitgegründete Coop99. Die Produzenten besetzten das Ensemble vollständig mit Laiendarstellern, wobei für die Hauptrolle mehr als 500 Jugendliche vorsprachen. Als Begründung hierfür gaben sie an, dass Laien offener als professionelle Schauspieler seien und bei der Arbeit mehr von sich selbst einbrächten. Die Wahl der Hauptdarstellerin fiel schließlich auf Barbara Osika, die den Satz Es tut mir Leid im Gegensatz zu den anderen vorsprechenden Frauen in einem uneindeutigen Tonfall vortrug. Hausner versuchte, die erwachsenen Darsteller auf der Straße zu finden, hatte damit jedoch keinen Erfolg. Deswegen besuchte sie mehrere Monate lang Veranstaltungen, unter anderem Messen, um geeignete Laien zu finden. Wolfgang Kostal, der den Vater spielte, sprach die Filmemacherin auf einem Schulball an, auf dem sie eigentlich nach Nachwuchsdarstellern suchte. Karina Brandlmayer, die Schauspielerin der Mutter, erschien aufgrund einer Annonce zum Casting.
Hausner änderte mehrere Stellen im Drehbuch, weil sie angeblich nicht zu den Schauspielern passten. Die Regisseurin gab den Darstellern kaum Anweisungen, sondern ließ sie verschiedene Schauspielmethoden ausprobieren, weswegen pro Sequenz oft bis zu 30 Takes notwendig waren. Einige gedrehte Szenen mit der Hauptfigur, beispielsweise ihr geistesabwesendes Herumlaufen in einer Bahnhofshalle, wurden aus dem Film herausgeschnitten, um ihre Gefühlswelt vage zu lassen. Damit die Handlung realistisch wirkte, wurde Lovely Rita nicht wie üblich auf Filmmaterial, sondern auf Digital Video gedreht. Daneben verwendete die Crew einige technische Elemente, um eine Stilisierung als Gegensatz zum Realismus zu schaffen. So wurden für die Farbgestaltung grelle Kolorierungen benutzt, während sich der Kameramann Martin Gschlacht einer Mehrkameratechnik und vielfachen Zooms bediente. Letztere waren bewusst nicht flüssig, sondern hatten kurze Unterbrechungen, um Realismus und Zufälligkeit miteinander zu vermischen. Ein weiteres Stilmittel war der Soundtrack, der sowohl aus älteren Liedern wie Live Is Life von Opus als auch aus neueren wie Why Does My Heart Feel So Bad von Moby besteht. Die Musikstücke handeln von positiven Gefühlen wie großen Träumen, was einen Kontrast zur banalen Realität der Protagonistin darstellen sollte.

## Veröffentlichung
Lovely Rita wurde im Mai 2001 auf den Internationalen Filmfestspielen von Cannes uraufgeführt. Er war im selben Jahr auf weiteren Filmfestivals zu sehen, unter anderem beim Internationalen Filmfestival Karlovy Vary, Toronto International Film Festival, Chicago International Film Festival und beim Internationalen Filmfestival Warschau. Im November kam er in die österreichischen Kinos, die deutsche Kinoveröffentlichung erfolgte im April 2002.
In Österreich und Deutschland erschien die Produktion auf VHS und DVD. Sie kann zudem bei mehreren deutschen Streamingdiensten abgerufen werden. Die österreichische Fernsehpremiere des Films erfolgte im April 2003 auf ORF 2, die deutsche im März 2006 auf Arte. 2009 wurde er auf letzterem Sender zweimal wiederholt, daneben ist er seit 2012 gelegentlich auf ORF 1 zu sehen.

## Rezeption
In der Internet Movie Database erreichte der Film eine Bewertung von 5,9 von zehn Sternen basierend auf 530 abgegebenen Stimmen. Bei Rotten Tomatoes beträgt der Zuschauerwert 44 Prozent.
Peter Bradshaw verglich Hausner im The Guardian mit Michael Haneke. Wie er trenne sie schockierende Taten geschickt von jeglichen psychologischen, sozialen oder moralischen Kontexten. Im Gegensatz zu Haneke zögere Hausner das Grauen bis zum Ende hinaus, wodurch die Banalität und Langeweile, die Verzweiflung sowie Gewalt verursachen, deutlicher würden. Danny Graydon beschrieb den Film für die BBC als frei von melodramatischem Getue. Die Regisseurin porträtiere eine unter Druck setzende, oberflächliche Erziehung akkurat und einfühlsam. Lovely Rita sei eine nachvollziehbare Erfassung der schwelenden Anspannungen des Vorort-Lebens und der jugendlichen Ängste. Eberhard von Elterlein charakterisierte in der Welt die Figur Rita als „[e]in laufendes Stück Dynamit, dem Jessica Hausner mit gnadenloser Intensität beim Zündvorgang zusieht“. Für Gerda Wurzenberger von der Neuen Zürcher Zeitung sei der Film an vielen Stellen irritierend. Als Beispiele nannte sie die Einsetzung von Umgangssprache als fragmentarisch-abgründig oder der leere Blick der Protagonistin, der sowohl nichts als auch alles bedeuten könne. Die Andeutungen wirkten über lange Strecken bedeutungsschwanger und beliebig.
Laut Hans Jörg Marsilius vom Filmdienst schaffe die Produktion eine Atmosphäre extremer Beklemmung und Ausweglosigkeit. Diese wirke zwar mitunter selbstzweckhaft, erziele aber dennoch eine verstörende Intensität. In der Berliner Zeitung meinte Philipp Bühler, ihr auf Laiendarstellern und Videokamera-Verwendung beruhendes „ästhetisches Statement“ schaffe „Unmittelbarkeit und Distanz zugleich“ und ergebe einen „grob realistische[n] Film“. Gustav Federhein bezeichnete den Film in der Frankfurter Allgemeinen Zeitung als beeindruckend. Die minimale Schauspielerei der Laiendarsteller besäßen eine wunderbare Wirkung, da so die Rätselhaftigkeit und Unerklärlichkeit, die menschliches Verhalten oft habe, zur Geltung komme. Thilo Wydra lobte Hausners Debüt in der Schnitt, da darin alles stimme und nichts aufgesetzt oder drangehängt wirke. Der Film nutze reinsten inhaltlichen und visuellen Minimalismus, der die Eskalationsspirale unspektakulär analysiere. Trotz Parallelen zu Haneke und Margarethe von Trotta werde Hausner ihren eigenen Weg gehen, auf dem sie weiterhin eigene Angst-Bilder der Welt macht.

## Auszeichnungen und Nominierungen
Chicago International Film Festival 2001
- Nominierung für den Gold Hugo in der Kategorie Beste Nachwuchsregie, für Jessica Hausner

Internationale Filmfestspiele von Cannes 2001
- Nominierung in der Sektion Un Certain Regard, für Jessica Hausner

Manaki Brothers Film Festival 2001
- Nominierung für die Gold Camera 300, für Martin Gschlacht

Viennale 2001
- Wiener Filmpreis, für Jessica Hausner (zusammen mit Martina Kudláček für Im Spiegel der Maya Deren)

- Besondere Erwähnung der Jury des FIPRESCI-Preises

Filmfestival Max Ophüls Preis 2002
- Nominierung für den Max Ophüls Preis, für Jessica Hausner